# Cityvorming in Utrecht

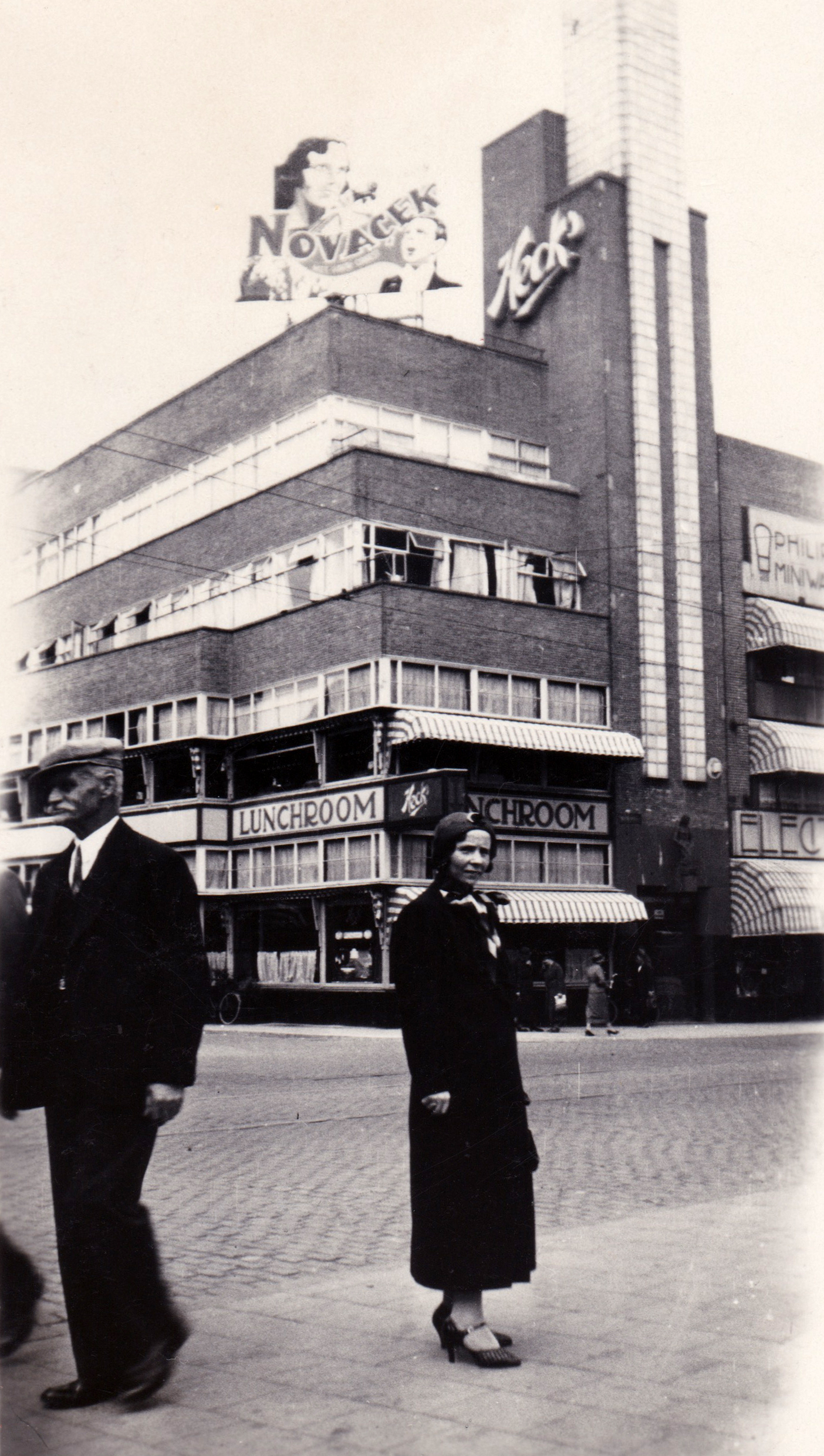
De verbrede Potterstraat met in schaal bijpassende nieuwbouw.

De Cityvorming in Utrecht kwam eind 19e eeuw op gang als gevolg van economische voorspoed. Voordien volgde de Utrechtse binnenstad het middeleeuwse stratenpatroon. De schaalvergroting was flink: de Winkel van Sinkel was al in 1839 een vroeg voorbeeld. Ruim een eeuw later verrees de Neudeflat, een kantoor dat in 1961 veel hoger was dan de bestaande omgeving.

## Actieve cityvorming
In Utrecht is in de 20e eeuw actief ingezet op cityvorming in de binnenstad. Dit was ook in lijn met veel andere Westerse steden. Al in 1920 lag er een plan van Berlage en Holsboer om de Potterstraat, Lange Viestraat, Viebrug en Lange Jansstraat te verbreden. Aan de nieuwe brede route verschenen o.a. het nieuwe postkantoor en Heck's Lunchroom.

### Hoog Catharijne
Begin jaren '60 was de gemeente Utrecht op zoek naar uitbreidingsmogelijkheden van haar centrumgebied. Het city-gebied had slechts de helft van de oppervlakte ten opzichte van de gemiddelde vergelijkbare steden in binnen- en buitenland. Uitbreiding was gewenst en was, gezien vanuit de tijdgeest, mogelijk tussen het oude stadscentrum en het Centraal Station, waar relatief laagwaardige bebouwing aanwezig was. De schaalvergroting en de sloop van vaak ook waardevolle gebouwen zorgde voor protesten. Met de geplande voordelen kwamen ook onverwachte nadelen. Voor deze problemen zijn door de gemeente grote projectmatige plannen gemaakt om deze op te lossen: eerst het Utrecht City Project en daarna CU2030.

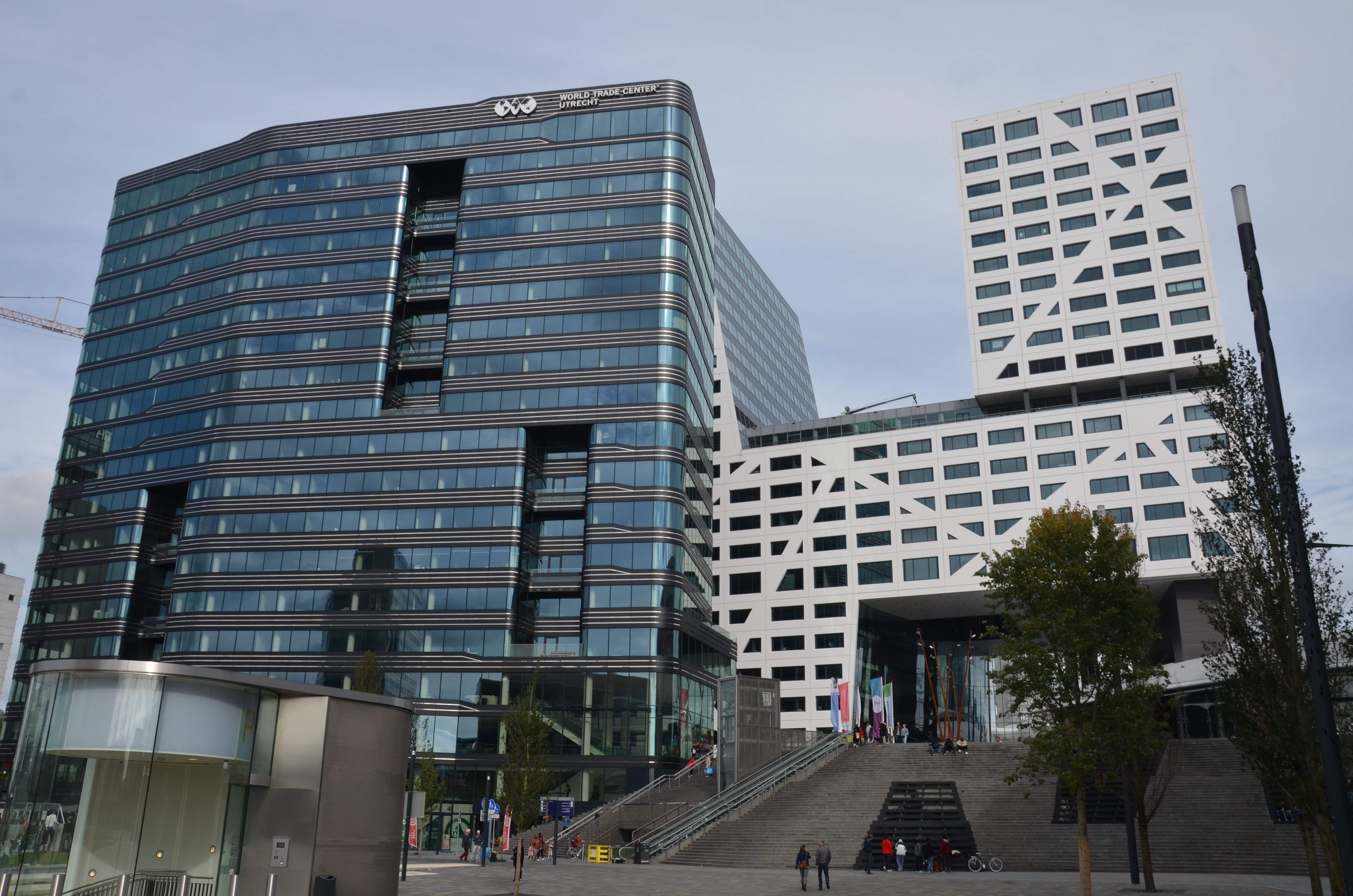
Hoogbouw aan het Jaarbeursplein.

### Jaarbeurszijde
Aan de Jaarbeurszijde van het Centraal Station luidde in 1970 het conferentiecentrum Beatrixgebouw de uitbreiding van het city-gebied in. Vijftig jaar later is het samen met de andere zijde van het station een gebied met veel hoge gebouwen die de druk op de oude binnenstad verminderen. Enkele voorbeelden zijn het Stadskantoor, Wonderwoods, Central Park en het Rabobankcomplex.